# Arrest Hofland/Hennis
Het arrest Hofland/Hennis (HR 10 april 1981, NJ 1981/532) is een arrest van de Nederlandse Hoge Raad. Het arrest bepaalde dat een huis te koop aanbieden in een woongids in het algemeen niet gezien moet worden als een aanbod maar als een uitnodiging tot onderhandeling.

## Casus
In een woongids is door Hofland zijn woning, aan de Elizabethgaarde 7 te Bussum, tegen een bepaalde prijs te koop aangeboden. Hennis neemt dit aanbod zonder meer aan. Als Hofland ziet met wie hij te maken heeft, komt hij op zijn aanbod terug. Hennis stelt dat door zijn aanvaarding een koopovereenkomst is gesloten. Hofland stelt het tegendeel.

### Rechtsvraag
Kan een advertentie voor de verkoop van een specifiek goed, zoals een woonhuis, worden aangemerkt als een bindend aanbod? (Nee)

## Procesgang
De rechtbank vindt dat geen overeenkomst tot stand is gekomen. Het hof vindt van wel. De Hoge Raad vindt van niet. De Hoge Raad overwoog:

Vooropgesteld moet worden dat een advertentie waarin een individueel bepaalde zaak voor een bepaalde prijs te koop wordt aangeboden, zich in beginsel niet ertoe leent door eventuele gegadigden anders te worden opgevat dan als een uitnodiging om in onderhandeling te treden, waarbij niet alleen prijs en eventuele verdere voorwaarden van de koop, maar ook de persoon van de gegadigde van belang kunnen zijn.

## Relevantie
De betekenis van het arrest bestaat erin dat de Hoge Raad bepaalde dat bij verkoop van een individueel bepaalde zaak de persoon van de koper van belang kan zijn. Derhalve kan een advertentie van een dergelijke zaak in juridische zin niet als een aanbod, maar slechts als een uitnodiging tot onderhandeling worden opgevat. Dit voorbehoud geldt niet ten aanzien van soortzaken, zoals een kilo gehakt of een pak yoghurt. Wanneer een supermarkt adverteert met een prijs voor een bepaald product, geldt dit juridisch wel als een aanbod in de zin van art. 6:217 BW.